# Lista över fornlämningar i Söderköpings kommun (Gårdeby)
Lista över fornlämningar i Söderköpings kommun (Gårdeby) är en förteckning av ett urval av de fornlämningar som finns i Gårdeby i Söderköpings kommun.
| Namn                           | Lämningstyp             | Tillkomsttid | Historisk indelning   | Plats | Läge                 | ID-nr          | Bild                                      |
| ------------------------------ | ----------------------- | ------------ | --------------------- | ----- | -------------------- | -------------- | ----------------------------------------- |
| Gårdeby 1:1                    | Gravfält                |              | Gårdeby, Östergötland |       | 58.449612, 16.062398 | 10042600010001 | Ladda upp en bild av detta fornminne      |
| Gårdeby 2:1                    | Gravfält                |              | Gårdeby, Östergötland |       | 58.447145, 16.067406 | 10042600020001 | Ladda upp en bild av detta fornminne      |
| Gårdeby 4:1                    | Grav- och boplatsområde |              | Gårdeby, Östergötland |       | 58.452512, 16.063775 | 10042600040001 | Ladda upp en bild av detta fornminne      |
| Gårdeby 5:1                    | Stensättning            |              | Gårdeby, Östergötland |       | 58.457096, 16.066191 | 10042600050001 | Ladda upp en bild av detta fornminne      |
| Gårdeby 5:2                    | Stensättning            |              | Gårdeby, Östergötland |       | 58.457008, 16.066134 | 10042600050002 | Ladda upp en bild av detta fornminne      |
| Gårdeby 6:1                    | Grav- och boplatsområde |              | Gårdeby, Östergötland |       | 58.454258, 16.071911 | 10042600060001 | Ladda upp en bild av detta fornminne      |
| Gårdeby 7:1                    | Gravfält                |              | Gårdeby, Östergötland |       | 58.448315, 16.089231 | 10042600070001 | Ladda upp en bild av detta fornminne      |
| Gårdeby 8:1                    | Gravfält                |              | Gårdeby, Östergötland |       | 58.446256, 16.091032 | 10042600080001 | Ladda upp en bild av detta fornminne      |
| Gårdeby 9:1                    | Stensättning            |              | Gårdeby, Östergötland |       | 58.448123, 16.087623 | 10042600090001 | Ladda upp en bild av detta fornminne      |
| Gårdeby 10:1                   | Hög                     |              | Gårdeby, Östergötland |       | 58.446211, 16.086150 | 10042600100001 | Ladda upp en bild av detta fornminne      |
| Gårdeby 11:1                   | Gravfält                |              | Gårdeby, Östergötland |       | 58.447785, 16.085714 | 10042600110001 | Ladda upp en bild av detta fornminne      |
| Gårdeby 12:1                   | Stensättning            |              | Gårdeby, Östergötland |       | 58.441257, 16.067636 | 10042600120001 | Ladda upp en bild av detta fornminne      |
| Gårdeby 12:2                   | Stensättning            |              | Gårdeby, Östergötland |       | 58.441173, 16.067798 | 10042600120002 | Ladda upp en bild av detta fornminne      |
| Gårdeby 12:5                   | Stensättning            |              | Gårdeby, Östergötland |       | 58.440849, 16.069029 | 10042600120005 | Ladda upp en bild av detta fornminne      |
| Gårdeby 14:1                   | Gravfält                |              | Gårdeby, Östergötland |       | 58.441747, 16.081472 | 10042600140001 | Ladda upp en bild av detta fornminne      |
| Gårdeby 15:1                   | Stensättning            |              | Gårdeby, Östergötland |       | 58.444426, 16.085593 | 10042600150001 | Ladda upp en bild av detta fornminne      |
| Gårdeby 17:1                   | Runristning             |              | Gårdeby, Östergötland |       | 58.439445, 16.081947 | 10042600170001 | Ladda upp en till bild av detta fornminne |
| Gårdeby 18:1                   | Gravfält                |              | Gårdeby, Östergötland |       | 58.445255, 16.099475 | 10042600180001 | Ladda upp en bild av detta fornminne      |
| Gårdeby 20:1                   | Fornborg                |              | Gårdeby, Östergötland |       | 58.457061, 16.104786 | 10042600200001 | Ladda upp en bild av detta fornminne      |
| Gårdeby 22:1                   | Fornborg                |              | Gårdeby, Östergötland |       | 58.452842, 16.129094 | 10042600220001 | Ladda upp en till bild av detta fornminne |
| Gårdeby 27:1                   | Stensättning            |              | Gårdeby, Östergötland |       | 58.441369, 16.098601 | 10042600270001 | Ladda upp en bild av detta fornminne      |
| Gårdeby 28:1                   | Stensättning            |              | Gårdeby, Östergötland |       | 58.438198, 16.069220 | 10042600280001 | Ladda upp en bild av detta fornminne      |
| Gårdeby 29:1                   | Stensättning            |              | Gårdeby, Östergötland |       | 58.437450, 16.067586 | 10042600290001 | Ladda upp en bild av detta fornminne      |
| Gårdeby 29:2                   | Stensättning            |              | Gårdeby, Östergötland |       | 58.437517, 16.067770 | 10042600290002 | Ladda upp en bild av detta fornminne      |
| Gårdeby 30:1                   | Stensättning            |              | Gårdeby, Östergötland |       | 58.438896, 16.067294 | 10042600300001 | Ladda upp en bild av detta fornminne      |
| Gårdeby 30:2                   | Stensättning            |              | Gårdeby, Östergötland |       | 58.438809, 16.067398 | 10042600300002 | Ladda upp en bild av detta fornminne      |
| Gårdeby 31:1                   | Stensättning            |              | Gårdeby, Östergötland |       | 58.439558, 16.068025 | 10042600310001 | Ladda upp en bild av detta fornminne      |
| Gårdeby 31:3                   | Stensättning            |              | Gårdeby, Östergötland |       | 58.439758, 16.067459 | 10042600310003 | Ladda upp en bild av detta fornminne      |
| Gårdeby 32:1                   | Stensättning            |              | Gårdeby, Östergötland |       | 58.437938, 16.073572 | 10042600320001 | Ladda upp en bild av detta fornminne      |
| Befästareberget (Gårdeby 34:1) | Fornborg                |              | Gårdeby, Östergötland |       | 58.438888, 16.117077 | 10042600340001 | Ladda upp en bild av detta fornminne      |
| Gårdeby 43:1                   | Stensättning            |              | Gårdeby, Östergötland |       | 58.436442, 16.081502 | 10042600430001 | Ladda upp en bild av detta fornminne      |
| Gårdeby 73:1                   | Stensättning            |              | Gårdeby, Östergötland |       | 58.446881, 16.084546 | 10042600730001 | Ladda upp en bild av detta fornminne      |
| Gårdeby 74:1                   | Stensättning            |              | Gårdeby, Östergötland |       | 58.449114, 16.089520 | 10042600740001 | Ladda upp en bild av detta fornminne      |
| Gårdeby 89:1                   | Stensättning            |              | Gårdeby, Östergötland |       | 58.462059, 16.087235 | 10042600890001 | Ladda upp en bild av detta fornminne      |